# 19 (Adele)
19 is het debuutalbum van de Engelse zangeres Adele uit 2008. Wereldwijd zijn meer dan zeven miljoen exemplaren van de plaat verkocht. In Nederland werd de cd het best verkochte album van 2009. 19 leverde Adele bovendien vier Grammy-nominaties op voor onder meer beste nieuwe artiest en beste album van het jaar.

## Geschiedenis
Het werd op 28 januari 2008 uitgebracht. Voorafgaande aan het album werd de single Chasing Pavements uitgebracht. Op 23 februari 2008 kwam deze single de Nederlandse Top 40 binnen terwijl het album 19 de Nederlandse Album Top 100 binnen kwam. Het album bereikte in zijn tweede week, tot dan toe, de hoogste notering op plaats nummer 4. Op 13 november 2008 werd een speciale "Expanded Edition" van het album uitgebracht. Naast het gewone album was er een tweede disc aan het album toegevoegd met akoestische live opnames die in The Hotel Cafe in Los Angeles waren opgenomen. Hierdoor steeg het album opnieuw en bereikte in zijn 47ste week de eerste plaats van de Nederlandse Album Top 100. In totaal bracht 19 acht weken door op nummer 1 en bleef het bovendien maandenlang genoteerd in de hoogste regionen van de albumlijst. Na twee jaar werd de plaat overgezet naar de Backcatalogue Top 50, waar het vervolgens een recordaantal van 67 weken op de eerste plaats stond. In totaal werd de plaat in Nederland meer dan 250.000 keer verkocht, goed voor vijfmaal platina.
In Vlaanderen was het album minder succesvol en bereikte in de Ultratop 50 albumlijst slechts de negende plaats. Wel stond het later nog bijna vier jaar genoteerd in de zogeheten Midprice Top 50.

## Hitnotering

### Nederland
| "19" in de Album Top 100 - Hitnotering (week 1 t/m 104): 23-02-2008 t/m 13-02-2010 | "19" in de Album Top 100 - Hitnotering (week 1 t/m 104): 23-02-2008 t/m 13-02-2010 | "19" in de Album Top 100 - Hitnotering (week 1 t/m 104): 23-02-2008 t/m 13-02-2010 | "19" in de Album Top 100 - Hitnotering (week 1 t/m 104): 23-02-2008 t/m 13-02-2010 | "19" in de Album Top 100 - Hitnotering (week 1 t/m 104): 23-02-2008 t/m 13-02-2010 | "19" in de Album Top 100 - Hitnotering (week 1 t/m 104): 23-02-2008 t/m 13-02-2010 | "19" in de Album Top 100 - Hitnotering (week 1 t/m 104): 23-02-2008 t/m 13-02-2010 | "19" in de Album Top 100 - Hitnotering (week 1 t/m 104): 23-02-2008 t/m 13-02-2010 | "19" in de Album Top 100 - Hitnotering (week 1 t/m 104): 23-02-2008 t/m 13-02-2010 | "19" in de Album Top 100 - Hitnotering (week 1 t/m 104): 23-02-2008 t/m 13-02-2010 | "19" in de Album Top 100 - Hitnotering (week 1 t/m 104): 23-02-2008 t/m 13-02-2010 | "19" in de Album Top 100 - Hitnotering (week 1 t/m 104): 23-02-2008 t/m 13-02-2010 | "19" in de Album Top 100 - Hitnotering (week 1 t/m 104): 23-02-2008 t/m 13-02-2010 | "19" in de Album Top 100 - Hitnotering (week 1 t/m 104): 23-02-2008 t/m 13-02-2010 | "19" in de Album Top 100 - Hitnotering (week 1 t/m 104): 23-02-2008 t/m 13-02-2010 | "19" in de Album Top 100 - Hitnotering (week 1 t/m 104): 23-02-2008 t/m 13-02-2010 | "19" in de Album Top 100 - Hitnotering (week 1 t/m 104): 23-02-2008 t/m 13-02-2010 | "19" in de Album Top 100 - Hitnotering (week 1 t/m 104): 23-02-2008 t/m 13-02-2010 | "19" in de Album Top 100 - Hitnotering (week 1 t/m 104): 23-02-2008 t/m 13-02-2010 | "19" in de Album Top 100 - Hitnotering (week 1 t/m 104): 23-02-2008 t/m 13-02-2010 | "19" in de Album Top 100 - Hitnotering (week 1 t/m 104): 23-02-2008 t/m 13-02-2010 | "19" in de Album Top 100 - Hitnotering (week 1 t/m 104): 23-02-2008 t/m 13-02-2010 | "19" in de Album Top 100 - Hitnotering (week 1 t/m 104): 23-02-2008 t/m 13-02-2010 | "19" in de Album Top 100 - Hitnotering (week 1 t/m 104): 23-02-2008 t/m 13-02-2010 | "19" in de Album Top 100 - Hitnotering (week 1 t/m 104): 23-02-2008 t/m 13-02-2010 | "19" in de Album Top 100 - Hitnotering (week 1 t/m 104): 23-02-2008 t/m 13-02-2010 | "19" in de Album Top 100 - Hitnotering (week 1 t/m 104): 23-02-2008 t/m 13-02-2010 | "19" in de Album Top 100 - Hitnotering (week 1 t/m 104): 23-02-2008 t/m 13-02-2010 |
| Week                                                                               | 1                                                                                  | 2                                                                                  | 3                                                                                  | 4                                                                                  | 5                                                                                  | 6                                                                                  | 7                                                                                  | 8                                                                                  | 9                                                                                  | 10                                                                                 | 11                                                                                 | 12                                                                                 | 13                                                                                 | 14                                                                                 | 15                                                                                 | 16                                                                                 | 17                                                                                 | 18                                                                                 | 19                                                                                 | 20                                                                                 | 21                                                                                 | 22                                                                                 | 23                                                                                 | 24                                                                                 | 25                                                                                 | 26                                                                                 | 27                                                                                 |
| ---------------------------------------------------------------------------------- | ---------------------------------------------------------------------------------- | ---------------------------------------------------------------------------------- | ---------------------------------------------------------------------------------- | ---------------------------------------------------------------------------------- | ---------------------------------------------------------------------------------- | ---------------------------------------------------------------------------------- | ---------------------------------------------------------------------------------- | ---------------------------------------------------------------------------------- | ---------------------------------------------------------------------------------- | ---------------------------------------------------------------------------------- | ---------------------------------------------------------------------------------- | ---------------------------------------------------------------------------------- | ---------------------------------------------------------------------------------- | ---------------------------------------------------------------------------------- | ---------------------------------------------------------------------------------- | ---------------------------------------------------------------------------------- | ---------------------------------------------------------------------------------- | ---------------------------------------------------------------------------------- | ---------------------------------------------------------------------------------- | ---------------------------------------------------------------------------------- | ---------------------------------------------------------------------------------- | ---------------------------------------------------------------------------------- | ---------------------------------------------------------------------------------- | ---------------------------------------------------------------------------------- | ---------------------------------------------------------------------------------- | ---------------------------------------------------------------------------------- | ---------------------------------------------------------------------------------- |
| Nummer                                                                             | 11                                                                                 | 4                                                                                  | 4                                                                                  | 4                                                                                  | 9                                                                                  | 9                                                                                  | 10                                                                                 | 5                                                                                  | 4                                                                                  | 5                                                                                  | 6                                                                                  | 10                                                                                 | 12                                                                                 | 11                                                                                 | 12                                                                                 | 15                                                                                 | 17                                                                                 | 16                                                                                 | 16                                                                                 | 20                                                                                 | 14                                                                                 | 14                                                                                 | 16                                                                                 | 18                                                                                 | 25                                                                                 | 25                                                                                 | 27                                                                                 |
| Week                                                                               | 28                                                                                 | 29                                                                                 | 30                                                                                 | 31                                                                                 | 32                                                                                 | 33                                                                                 | 34                                                                                 | 35                                                                                 | 36                                                                                 | 37                                                                                 | 38                                                                                 | 39                                                                                 | 40                                                                                 | 41                                                                                 | 42                                                                                 | 43                                                                                 | 44                                                                                 | 45                                                                                 | 46                                                                                 | 47                                                                                 | 48                                                                                 | 49                                                                                 | 50                                                                                 | 51                                                                                 | 52                                                                                 | 53                                                                                 | 54                                                                                 |
| Nummer                                                                             | 35                                                                                 | 38                                                                                 | 42                                                                                 | 42                                                                                 | 66                                                                                 | 69                                                                                 | 66                                                                                 | 70                                                                                 | 71                                                                                 | 75                                                                                 | 75                                                                                 | 82                                                                                 | 55                                                                                 | 57                                                                                 | 12                                                                                 | 7                                                                                  | 11                                                                                 | 6                                                                                  | 5                                                                                  | 1                                                                                  | 1                                                                                  | 1                                                                                  | 2                                                                                  | 2                                                                                  | 1                                                                                  | 2                                                                                  | 4                                                                                  |
| Week                                                                               | 55                                                                                 | 56                                                                                 | 57                                                                                 | 58                                                                                 | 59                                                                                 | 60                                                                                 | 61                                                                                 | 62                                                                                 | 63                                                                                 | 64                                                                                 | 65                                                                                 | 66                                                                                 | 67                                                                                 | 68                                                                                 | 69                                                                                 | 70                                                                                 | 71                                                                                 | 72                                                                                 | 73                                                                                 | 74                                                                                 | 75                                                                                 | 76                                                                                 | 77                                                                                 | 78                                                                                 | 79                                                                                 | 80                                                                                 | 81                                                                                 |
| Nummer                                                                             | 3                                                                                  | 3                                                                                  | 4                                                                                  | 4                                                                                  | 1                                                                                  | 2                                                                                  | 3                                                                                  | 1                                                                                  | 1                                                                                  | 1                                                                                  | 2                                                                                  | 2                                                                                  | 3                                                                                  | 2                                                                                  | 2                                                                                  | 3                                                                                  | 4                                                                                  | 4                                                                                  | 5                                                                                  | 3                                                                                  | 4                                                                                  | 5                                                                                  | 6                                                                                  | 5                                                                                  | 5                                                                                  | 6                                                                                  | 8                                                                                  |
| Week                                                                               | 82                                                                                 | 83                                                                                 | 84                                                                                 | 85                                                                                 | 86                                                                                 | 87                                                                                 | 88                                                                                 | 89                                                                                 | 90                                                                                 | 91                                                                                 | 92                                                                                 | 93                                                                                 | 94                                                                                 | 95                                                                                 | 96                                                                                 | 97                                                                                 | 98                                                                                 | 99                                                                                 | 100                                                                                | 101                                                                                | 102                                                                                | 103                                                                                | 104                                                                                |                                                                                    |                                                                                    |                                                                                    |                                                                                    |
| Nummer                                                                             | 7                                                                                  | 9                                                                                  | 13                                                                                 | 15                                                                                 | 16                                                                                 | 17                                                                                 | 15                                                                                 | 15                                                                                 | 21                                                                                 | 20                                                                                 | 27                                                                                 | 29                                                                                 | 24                                                                                 | 19                                                                                 | 21                                                                                 | 19                                                                                 | 20                                                                                 | 16                                                                                 | 8                                                                                  | 11                                                                                 | 9                                                                                  | 10                                                                                 | 10                                                                                 | uit                                                                                |                                                                                    |                                                                                    |                                                                                    |

### Vlaanderen
| "19" in de Ultratop 200 - Hitnotering (week 1 t/m 20): 01-03-2008 t/m 12-07-2008 Hitnotering (week 21 t/m 22): 26-07-2008 t/m 02-08-2008 Hitnotering (week 23 t/m 25): 16-08-2008 t/m 30-08-2008 Hitnotering (week 26 t/m 27): 13-09-2008 t/m 20-09-2008 Hitnotering (week 28): 18-10-2008 Hitnotering (week 29 t/m 43): 06-12-2008 t/m 14-03-2009 Hitnotering (week 44): 02-05-2009 Hitnotering (week 45): 16-05-2009 Hitnotering (week 46): 09-10-2010 Hitnotering (week 47 t/m 50): 05-01-2019 t/m 26-01-2019 Hitnotering (week 51): 09-02-2019 | "19" in de Ultratop 200 - Hitnotering (week 1 t/m 20): 01-03-2008 t/m 12-07-2008 Hitnotering (week 21 t/m 22): 26-07-2008 t/m 02-08-2008 Hitnotering (week 23 t/m 25): 16-08-2008 t/m 30-08-2008 Hitnotering (week 26 t/m 27): 13-09-2008 t/m 20-09-2008 Hitnotering (week 28): 18-10-2008 Hitnotering (week 29 t/m 43): 06-12-2008 t/m 14-03-2009 Hitnotering (week 44): 02-05-2009 Hitnotering (week 45): 16-05-2009 Hitnotering (week 46): 09-10-2010 Hitnotering (week 47 t/m 50): 05-01-2019 t/m 26-01-2019 Hitnotering (week 51): 09-02-2019 | "19" in de Ultratop 200 - Hitnotering (week 1 t/m 20): 01-03-2008 t/m 12-07-2008 Hitnotering (week 21 t/m 22): 26-07-2008 t/m 02-08-2008 Hitnotering (week 23 t/m 25): 16-08-2008 t/m 30-08-2008 Hitnotering (week 26 t/m 27): 13-09-2008 t/m 20-09-2008 Hitnotering (week 28): 18-10-2008 Hitnotering (week 29 t/m 43): 06-12-2008 t/m 14-03-2009 Hitnotering (week 44): 02-05-2009 Hitnotering (week 45): 16-05-2009 Hitnotering (week 46): 09-10-2010 Hitnotering (week 47 t/m 50): 05-01-2019 t/m 26-01-2019 Hitnotering (week 51): 09-02-2019 | "19" in de Ultratop 200 - Hitnotering (week 1 t/m 20): 01-03-2008 t/m 12-07-2008 Hitnotering (week 21 t/m 22): 26-07-2008 t/m 02-08-2008 Hitnotering (week 23 t/m 25): 16-08-2008 t/m 30-08-2008 Hitnotering (week 26 t/m 27): 13-09-2008 t/m 20-09-2008 Hitnotering (week 28): 18-10-2008 Hitnotering (week 29 t/m 43): 06-12-2008 t/m 14-03-2009 Hitnotering (week 44): 02-05-2009 Hitnotering (week 45): 16-05-2009 Hitnotering (week 46): 09-10-2010 Hitnotering (week 47 t/m 50): 05-01-2019 t/m 26-01-2019 Hitnotering (week 51): 09-02-2019 | "19" in de Ultratop 200 - Hitnotering (week 1 t/m 20): 01-03-2008 t/m 12-07-2008 Hitnotering (week 21 t/m 22): 26-07-2008 t/m 02-08-2008 Hitnotering (week 23 t/m 25): 16-08-2008 t/m 30-08-2008 Hitnotering (week 26 t/m 27): 13-09-2008 t/m 20-09-2008 Hitnotering (week 28): 18-10-2008 Hitnotering (week 29 t/m 43): 06-12-2008 t/m 14-03-2009 Hitnotering (week 44): 02-05-2009 Hitnotering (week 45): 16-05-2009 Hitnotering (week 46): 09-10-2010 Hitnotering (week 47 t/m 50): 05-01-2019 t/m 26-01-2019 Hitnotering (week 51): 09-02-2019 | "19" in de Ultratop 200 - Hitnotering (week 1 t/m 20): 01-03-2008 t/m 12-07-2008 Hitnotering (week 21 t/m 22): 26-07-2008 t/m 02-08-2008 Hitnotering (week 23 t/m 25): 16-08-2008 t/m 30-08-2008 Hitnotering (week 26 t/m 27): 13-09-2008 t/m 20-09-2008 Hitnotering (week 28): 18-10-2008 Hitnotering (week 29 t/m 43): 06-12-2008 t/m 14-03-2009 Hitnotering (week 44): 02-05-2009 Hitnotering (week 45): 16-05-2009 Hitnotering (week 46): 09-10-2010 Hitnotering (week 47 t/m 50): 05-01-2019 t/m 26-01-2019 Hitnotering (week 51): 09-02-2019 | "19" in de Ultratop 200 - Hitnotering (week 1 t/m 20): 01-03-2008 t/m 12-07-2008 Hitnotering (week 21 t/m 22): 26-07-2008 t/m 02-08-2008 Hitnotering (week 23 t/m 25): 16-08-2008 t/m 30-08-2008 Hitnotering (week 26 t/m 27): 13-09-2008 t/m 20-09-2008 Hitnotering (week 28): 18-10-2008 Hitnotering (week 29 t/m 43): 06-12-2008 t/m 14-03-2009 Hitnotering (week 44): 02-05-2009 Hitnotering (week 45): 16-05-2009 Hitnotering (week 46): 09-10-2010 Hitnotering (week 47 t/m 50): 05-01-2019 t/m 26-01-2019 Hitnotering (week 51): 09-02-2019 | "19" in de Ultratop 200 - Hitnotering (week 1 t/m 20): 01-03-2008 t/m 12-07-2008 Hitnotering (week 21 t/m 22): 26-07-2008 t/m 02-08-2008 Hitnotering (week 23 t/m 25): 16-08-2008 t/m 30-08-2008 Hitnotering (week 26 t/m 27): 13-09-2008 t/m 20-09-2008 Hitnotering (week 28): 18-10-2008 Hitnotering (week 29 t/m 43): 06-12-2008 t/m 14-03-2009 Hitnotering (week 44): 02-05-2009 Hitnotering (week 45): 16-05-2009 Hitnotering (week 46): 09-10-2010 Hitnotering (week 47 t/m 50): 05-01-2019 t/m 26-01-2019 Hitnotering (week 51): 09-02-2019 | "19" in de Ultratop 200 - Hitnotering (week 1 t/m 20): 01-03-2008 t/m 12-07-2008 Hitnotering (week 21 t/m 22): 26-07-2008 t/m 02-08-2008 Hitnotering (week 23 t/m 25): 16-08-2008 t/m 30-08-2008 Hitnotering (week 26 t/m 27): 13-09-2008 t/m 20-09-2008 Hitnotering (week 28): 18-10-2008 Hitnotering (week 29 t/m 43): 06-12-2008 t/m 14-03-2009 Hitnotering (week 44): 02-05-2009 Hitnotering (week 45): 16-05-2009 Hitnotering (week 46): 09-10-2010 Hitnotering (week 47 t/m 50): 05-01-2019 t/m 26-01-2019 Hitnotering (week 51): 09-02-2019 | "19" in de Ultratop 200 - Hitnotering (week 1 t/m 20): 01-03-2008 t/m 12-07-2008 Hitnotering (week 21 t/m 22): 26-07-2008 t/m 02-08-2008 Hitnotering (week 23 t/m 25): 16-08-2008 t/m 30-08-2008 Hitnotering (week 26 t/m 27): 13-09-2008 t/m 20-09-2008 Hitnotering (week 28): 18-10-2008 Hitnotering (week 29 t/m 43): 06-12-2008 t/m 14-03-2009 Hitnotering (week 44): 02-05-2009 Hitnotering (week 45): 16-05-2009 Hitnotering (week 46): 09-10-2010 Hitnotering (week 47 t/m 50): 05-01-2019 t/m 26-01-2019 Hitnotering (week 51): 09-02-2019 | "19" in de Ultratop 200 - Hitnotering (week 1 t/m 20): 01-03-2008 t/m 12-07-2008 Hitnotering (week 21 t/m 22): 26-07-2008 t/m 02-08-2008 Hitnotering (week 23 t/m 25): 16-08-2008 t/m 30-08-2008 Hitnotering (week 26 t/m 27): 13-09-2008 t/m 20-09-2008 Hitnotering (week 28): 18-10-2008 Hitnotering (week 29 t/m 43): 06-12-2008 t/m 14-03-2009 Hitnotering (week 44): 02-05-2009 Hitnotering (week 45): 16-05-2009 Hitnotering (week 46): 09-10-2010 Hitnotering (week 47 t/m 50): 05-01-2019 t/m 26-01-2019 Hitnotering (week 51): 09-02-2019 | "19" in de Ultratop 200 - Hitnotering (week 1 t/m 20): 01-03-2008 t/m 12-07-2008 Hitnotering (week 21 t/m 22): 26-07-2008 t/m 02-08-2008 Hitnotering (week 23 t/m 25): 16-08-2008 t/m 30-08-2008 Hitnotering (week 26 t/m 27): 13-09-2008 t/m 20-09-2008 Hitnotering (week 28): 18-10-2008 Hitnotering (week 29 t/m 43): 06-12-2008 t/m 14-03-2009 Hitnotering (week 44): 02-05-2009 Hitnotering (week 45): 16-05-2009 Hitnotering (week 46): 09-10-2010 Hitnotering (week 47 t/m 50): 05-01-2019 t/m 26-01-2019 Hitnotering (week 51): 09-02-2019 | "19" in de Ultratop 200 - Hitnotering (week 1 t/m 20): 01-03-2008 t/m 12-07-2008 Hitnotering (week 21 t/m 22): 26-07-2008 t/m 02-08-2008 Hitnotering (week 23 t/m 25): 16-08-2008 t/m 30-08-2008 Hitnotering (week 26 t/m 27): 13-09-2008 t/m 20-09-2008 Hitnotering (week 28): 18-10-2008 Hitnotering (week 29 t/m 43): 06-12-2008 t/m 14-03-2009 Hitnotering (week 44): 02-05-2009 Hitnotering (week 45): 16-05-2009 Hitnotering (week 46): 09-10-2010 Hitnotering (week 47 t/m 50): 05-01-2019 t/m 26-01-2019 Hitnotering (week 51): 09-02-2019 | "19" in de Ultratop 200 - Hitnotering (week 1 t/m 20): 01-03-2008 t/m 12-07-2008 Hitnotering (week 21 t/m 22): 26-07-2008 t/m 02-08-2008 Hitnotering (week 23 t/m 25): 16-08-2008 t/m 30-08-2008 Hitnotering (week 26 t/m 27): 13-09-2008 t/m 20-09-2008 Hitnotering (week 28): 18-10-2008 Hitnotering (week 29 t/m 43): 06-12-2008 t/m 14-03-2009 Hitnotering (week 44): 02-05-2009 Hitnotering (week 45): 16-05-2009 Hitnotering (week 46): 09-10-2010 Hitnotering (week 47 t/m 50): 05-01-2019 t/m 26-01-2019 Hitnotering (week 51): 09-02-2019 | "19" in de Ultratop 200 - Hitnotering (week 1 t/m 20): 01-03-2008 t/m 12-07-2008 Hitnotering (week 21 t/m 22): 26-07-2008 t/m 02-08-2008 Hitnotering (week 23 t/m 25): 16-08-2008 t/m 30-08-2008 Hitnotering (week 26 t/m 27): 13-09-2008 t/m 20-09-2008 Hitnotering (week 28): 18-10-2008 Hitnotering (week 29 t/m 43): 06-12-2008 t/m 14-03-2009 Hitnotering (week 44): 02-05-2009 Hitnotering (week 45): 16-05-2009 Hitnotering (week 46): 09-10-2010 Hitnotering (week 47 t/m 50): 05-01-2019 t/m 26-01-2019 Hitnotering (week 51): 09-02-2019 | "19" in de Ultratop 200 - Hitnotering (week 1 t/m 20): 01-03-2008 t/m 12-07-2008 Hitnotering (week 21 t/m 22): 26-07-2008 t/m 02-08-2008 Hitnotering (week 23 t/m 25): 16-08-2008 t/m 30-08-2008 Hitnotering (week 26 t/m 27): 13-09-2008 t/m 20-09-2008 Hitnotering (week 28): 18-10-2008 Hitnotering (week 29 t/m 43): 06-12-2008 t/m 14-03-2009 Hitnotering (week 44): 02-05-2009 Hitnotering (week 45): 16-05-2009 Hitnotering (week 46): 09-10-2010 Hitnotering (week 47 t/m 50): 05-01-2019 t/m 26-01-2019 Hitnotering (week 51): 09-02-2019 | "19" in de Ultratop 200 - Hitnotering (week 1 t/m 20): 01-03-2008 t/m 12-07-2008 Hitnotering (week 21 t/m 22): 26-07-2008 t/m 02-08-2008 Hitnotering (week 23 t/m 25): 16-08-2008 t/m 30-08-2008 Hitnotering (week 26 t/m 27): 13-09-2008 t/m 20-09-2008 Hitnotering (week 28): 18-10-2008 Hitnotering (week 29 t/m 43): 06-12-2008 t/m 14-03-2009 Hitnotering (week 44): 02-05-2009 Hitnotering (week 45): 16-05-2009 Hitnotering (week 46): 09-10-2010 Hitnotering (week 47 t/m 50): 05-01-2019 t/m 26-01-2019 Hitnotering (week 51): 09-02-2019 | "19" in de Ultratop 200 - Hitnotering (week 1 t/m 20): 01-03-2008 t/m 12-07-2008 Hitnotering (week 21 t/m 22): 26-07-2008 t/m 02-08-2008 Hitnotering (week 23 t/m 25): 16-08-2008 t/m 30-08-2008 Hitnotering (week 26 t/m 27): 13-09-2008 t/m 20-09-2008 Hitnotering (week 28): 18-10-2008 Hitnotering (week 29 t/m 43): 06-12-2008 t/m 14-03-2009 Hitnotering (week 44): 02-05-2009 Hitnotering (week 45): 16-05-2009 Hitnotering (week 46): 09-10-2010 Hitnotering (week 47 t/m 50): 05-01-2019 t/m 26-01-2019 Hitnotering (week 51): 09-02-2019 | "19" in de Ultratop 200 - Hitnotering (week 1 t/m 20): 01-03-2008 t/m 12-07-2008 Hitnotering (week 21 t/m 22): 26-07-2008 t/m 02-08-2008 Hitnotering (week 23 t/m 25): 16-08-2008 t/m 30-08-2008 Hitnotering (week 26 t/m 27): 13-09-2008 t/m 20-09-2008 Hitnotering (week 28): 18-10-2008 Hitnotering (week 29 t/m 43): 06-12-2008 t/m 14-03-2009 Hitnotering (week 44): 02-05-2009 Hitnotering (week 45): 16-05-2009 Hitnotering (week 46): 09-10-2010 Hitnotering (week 47 t/m 50): 05-01-2019 t/m 26-01-2019 Hitnotering (week 51): 09-02-2019 | "19" in de Ultratop 200 - Hitnotering (week 1 t/m 20): 01-03-2008 t/m 12-07-2008 Hitnotering (week 21 t/m 22): 26-07-2008 t/m 02-08-2008 Hitnotering (week 23 t/m 25): 16-08-2008 t/m 30-08-2008 Hitnotering (week 26 t/m 27): 13-09-2008 t/m 20-09-2008 Hitnotering (week 28): 18-10-2008 Hitnotering (week 29 t/m 43): 06-12-2008 t/m 14-03-2009 Hitnotering (week 44): 02-05-2009 Hitnotering (week 45): 16-05-2009 Hitnotering (week 46): 09-10-2010 Hitnotering (week 47 t/m 50): 05-01-2019 t/m 26-01-2019 Hitnotering (week 51): 09-02-2019 | "19" in de Ultratop 200 - Hitnotering (week 1 t/m 20): 01-03-2008 t/m 12-07-2008 Hitnotering (week 21 t/m 22): 26-07-2008 t/m 02-08-2008 Hitnotering (week 23 t/m 25): 16-08-2008 t/m 30-08-2008 Hitnotering (week 26 t/m 27): 13-09-2008 t/m 20-09-2008 Hitnotering (week 28): 18-10-2008 Hitnotering (week 29 t/m 43): 06-12-2008 t/m 14-03-2009 Hitnotering (week 44): 02-05-2009 Hitnotering (week 45): 16-05-2009 Hitnotering (week 46): 09-10-2010 Hitnotering (week 47 t/m 50): 05-01-2019 t/m 26-01-2019 Hitnotering (week 51): 09-02-2019 |
| Week | 1 | 2 | 3 | 4 | 5 | 6 | 7 | 8 | 9 | 10 | 11 | 12 | 13 | 14 | 15 | 16 | 17 | 18 | 19 | 20 |
| --- | --- | --- | --- | --- | --- | --- | --- | --- | --- | --- | --- | --- | --- | --- | --- | --- | --- | --- | --- | --- |
| Nummer | 88 | 12 | 9 | 18 | 16 | 38 | 34 | 32 | 41 | 44 | 48 | 71 | 69 | 75 | 73 | 77 | 70 | 89 | 72 | 87 |
| Week | | 21 | 22 | | 23 | 24 | 25 | | 26 | 27 | | 28 | | 29 | 30 | 31 | 32 | 33 | 34 | 35 |
| Nummer | uit | 85 | 96 | uit | 85 | 93 | 93 | uit | 97 | 95 | uit | 100 | uit | 97 | 77 | 83 | 88 | 79 | 78 | 53 |
| Week | 36 | 37 | 38 | 39 | 40 | 41 | 42 | 43 | | 44 | | 45 | | 46 | | 47 | 48 | 49 | 50 | |
| Nummer | 58 | 70 | 59 | 75 | 66 | 88 | 91 | 77 | uit | 66 | uit | 89 | uit | 90 | uit | 130 | 136 | 131 | 152 | uit |
| Week | 51 | | | | | | | | | | | | | | | | | | | |
| Nummer | 181 | | | | | | | | | | | | | | | | | | | |